# سان باسيليو
سان باسيليو، (بالإنجليزية:  San Basilio)‏، (سردينيا: Santu 'Asili 'e Monti)، هي بلدية في مقاطعة جنوب سردينيا، في منطقة سردينيا الإيطالية، على بعد حوالي 35 كم (22 ميل) إلى الشمال من كالياري. اعتبارا من 31 ديسمبر 2004، يبلغ عدد سكانها 1371 وتبلغ مساحتها 44.9 كم 2 (17.3 ميل مربع). 

## السكان
في سنة 1861 بلغ عدد السكان 1٬291 نسمة، وتطور العدد ليصل في سنة 2011 لـ 1٬281 نسمة.
يظهر هذا المخطط البياني تطور النمو السكاني لـ سان باسيليو